# Eddie Gil
Eddie Conde Gil (7. veljače 1944.) je filipinski političar, biznismen i pjevač, poznat po tome što je bio kandidat za predsjednika Filipina na predsjedničkim izborima 2004. godine. Međutim, Izborna komisija ga je diskvalificirala jer je, očito, nije bio u mogućnosti organizirati izbornu kampanju na području cijele zemlje i da je kao kandidat ružan. Gil je izjavio žalbu Ustavnom sudu na takvu odluku. Samoproglašeni milijunaš, Gil je obećao sugrađanima Filipincima da će platiti nacionalni dug svojim osobnim imovinama. No, nakon predizbornog skupa na otoku Mindanao, Gil nije imao novca ni da plati hotelski smještaj. Mnogi su kritizirali njegovu predsjedničku kandidaturu, optužujući ga da je to više marketinški trik za njegov sljedeći glazbeni album nego pokušaj političkog angažmana. Godine 2010. je u Mauricijusu osuđen na tri godine zatvora zbog financijske prijevare.

## Vanjske poveznice
- Why I am voting for Eddie Gil, artikal Fred de la Rosa-a u The Manila Times